# MAN NL 202
Im Frühjahr 1989 präsentierte MAN mit dem NL 202 einen Niederflurbus. Dieser optisch dem VÖV-Standard-II-Bus SL 202 entlehnte Bus war sowohl mit zwei, als auch mit drei Türen lieferbar, alle Sitze waren auf Podesten angebracht. Die Busse waren als Diesel- und Erdgasvariante lieferbar. Die erste Generation der Zweitürer hatte wegen des Getriebes und der Hinterachse noch eine Stufe zum hinteren Fahrgastraum. Aufgrund der Unfallgefahr wurde diese bei der zweiten Serie durch eine Rampe zum Heck ersetzt. Dabei musste die Mitteltür um eine halbe Fensterlänge nach vorne verschoben werden. Von außen auch erkennbar am Abstand von der Mitteltür zur Hinterachse (Diese bauliche Veränderung gab es auch bei dem parallel gebauten Mercedes-Benz O 405 N). 
Schon 1992 wurde der NL 202 vom MAN NL 202(2) abgelöst. Er entspricht optisch weitgehend dem NL 202. Wesentlichster Unterschied war die podestarme Anordnung der Sitze und eine Knicklinie im Fensterband. Er wurde trotzdem als eigene Baureihe geführt. 
Inzwischen wurden die NL 202 bei den meisten Verkehrsbetrieben ausgemustert und sind meist nur noch bei privaten Busbetreibern, als Museumsfahrzeuge, oder im Ausland im Einsatz.
Die Gelenkbusversion vom MAN NL202 ist der MAN NG 272.